# 葡萄桉
葡萄桉（学名：Eucalyptus botryoides）为桃金娘科桉属下的一个种。

## 扩展阅读
維基物種上的相關：葡萄桉